# Patriotismo (cortometraje)
Patriotismo o el rito de amor y muerte (憂國 Yūkoku?) es un cortometraje de 1965 dirigido por Yukio Mishima. La única incursión en el cine del escritor japonés, está basada en un cuento homónimo suyo publicado en 1960.
Patriotismo se rodó en dos días de abril de 1965 en secreto y, tras una proyección privada en la Cinemateca Francesa en setiembre de ese año, se presentó en el festival de cine de Tours en enero de 1966.
Tras el suicidio de Mishima, el corto fue retirado de circulación por orden de su viuda, pero en 2005 los negativos originales fueron descubiertos en perfecto estado, en una caja de té en un almacén de su casa en Tokio. Fue lanzado en DVD en Japón en 2006 y en Estados Unidos por Criterion Collection en 2008.

## Trama
Ambientada en el escenario Noh japonés, la trama se centra en las experiencias del teniente Shinji Takeyama y su joven esposa, Reiko, previos a su posterior suicidio ritual tras el Incidente del 26 de febrero, un motín de miembros del Ejército Imperial Japonés en 1936.

## Reparto
- Yukio Mishima - teniente Shinji Takeyama
- Yoshiko Tsuruoka - Reiko